# Reclamedrukwerk
Reclamedrukwerk bevat op papier gedrukte reclameuitingen, die meestal via de post, of via directe huis-aan-huisbezorging worden verspreid. Ook wordt wel reclamedrukwerk uitgedeeld op drukbezochte plaatsen, zoals winkelcentra of stations.
Elk woonadres in Nederland ontvangt aan het begin van de eenentwintigste eeuw jaarlijks 34 kilogram reclamedrukwerk in de brievenbus. Hoogtepunten zijn daarbij de Sinterklaas- en kerstperiode. Veel van het drukwerk wordt direct weggegooid. De helft daarvan komt terecht bij het oudpapier in de papierbak.
In Nederland kunnen consumenten de ontvangst van reclamedrukwerk beperken door een neesticker op de brievenbus te plakken. Dit kan hetzij een nee/ja-sticker zijn, of een nee/nee-sticker. In het eerste geval ontvangt de bewoner geen reclamedrukwerk meer, maar nog wel de gratis huis-aan-huisbladen. In het tweede geval worden ook die niet meer bezorgd. Deze stickers worden verspreid door de vereniging MailDB, een vereniging van reclamedrukwerkdistributiebedrijven.
Sinds 2018 is er in steeds meer gemeenten een ja-sticker regelgeving van toepassing. In deze gemeenten mag standaard géén reclamedrukwerk bezorgd worden, tenzij er een ja-sticker op de brievenbus zit. De ja-sticker is er in twee varianten: een ronde, groene ja-sticker van de verspreidingsbranche en de ja-ja sticker, die beschikbaar wordt gesteld door gemeenten.